# Перфузия (медицина)
Перфу́зия (от лат. perfusio «обливание, вливание») — метод подведения и пропускания крови, кровезамещающих растворов и биологически активных веществ через сосудистую систему органов и тканей организма. Кроме того, перфузией называют кровоснабжение органов в естественных условиях.
Также, перфузия органов — отмывка донорских органов от крови охлаждённым консервирующим раствором.

## Типы перфузии
Различают несколько видов перфузии:
- полная — временная замена насосной функции сердца и газообменной функции лёгких с помощью экстракорпорального кровообращения с доставкой к органам и тканям питательных и лекарственных веществ;
- частичная — вспомогательное кровообращение, осуществляемое для поддержания оксигенации, частичного замещения функции сердца;
- регионарная — для подведения лекарственных веществ к органам и тканям, изолированным от общего кровотока, для создания высоких концентраций лекарств в очаге поражения;
- перфузионные методы — гемодиализ, лимфосорбция, гемосорбция — направленные на поддержание и коррекцию метаболизма и детоксикацию;
- перфузия изолированных органов и тканей — прогон через сосудистую систему изолированного органа перфузионной жидкости с целью консервации в трансплантологии;
- перфузия органов в организме — с целью химиотерапии при опухолевых процессах.

## Показания для перфузии
Полная и частичная временная перфузия показана при операциях на открытом сердце, при интенсивной терапии тяжёлых форм острой дыхательной недостаточности с включением в перфузионную систему оксигенатора.
Методы детоксикации заключаются в пропускании крови через диализатор или через сосуды донорской печени для удаления токсинов и продуктов метаболизма.
Регионарная перфузия показана при лечении ряда заболеваний сосудов конечностей, гнойных поражений конечности, газовой гангрены, опухолевых заболеваний, укусах змей. Для её проведения через канюлированные сосуды конечности определённое время (от 10 до 120 мин) перфузируют лекарственные препараты с помощью специальных аппаратов.

## Индекс перфузии
Индекс перфузии (PI, индекс импульсной модуляции) —  характеристика кровотока, которая зависит от интенсивности кровотока, от заполнения сосудов кровью, от количества работающих капилляров. 
Индекс перфузии может иметь значения от 0,3 % до 20 %, он индивидуален у каждого человека и колеблется в зависимости от места проведения измерения и физического состояния пользователя.
Очень низкое значение этого параметра (меньше 4%) может искажать результаты изменения сатурации и свидетельствует, например, о переохлаждении, о наличии болезней сосудов, о шоковых состояниях.
Показатели от 0,6 до 2% означают, что просвет сосуда (капилляра) заполняется только на треть или на половину. 
Значения PI, превышающие 7%, расцениваются как избыточная перфузия, часто по причине затрудненного оттока крови, плохой эластичности стенок вен, сердечной недостаточности и т.д.. Чем ниже величина PI, тем меньше объемный периферический кровоток.
Снижение PI бывает при развитии периферической сосудистой вазоконстрикции (спазм сосудов), атеросклерозе (просвет сосуда сужен), гипотермии (снижения температуры тела), состоянии гиповолемического (кровотечения, понос или другие заболевания) и кардиогенного шока (инфаркт миокарда) с централизацией кровообращения, болезнях Бюргера и Рейно, одновременном наличии гиповолемии и стрессовой (сильное переживание) вазоконстрикции (сжатие сосудов).
Контроль этого показателя может быстро выявить спазм в периферическом кровообращении (частое явление) и помочь принять препарат его снимающий.